# Philiris oreas
Philiris oreas är en fjärilsart som beskrevs av Tite 1963. Philiris oreas ingår i släktet Philiris och familjen juvelvingar. Inga underarter finns listade i Catalogue of Life.